# Oleg Petrovics Zsakov
Oleg Petrovics Zsakov (oroszul: Олег Петрович Жаков; Szarapul, Vjatkai kormányzóság, 1905. április 1. – Pjatyigorszk, 1988. május 4.) orosz szovjet színész.

## Pályája
Az Urál központi városában, Szverdlovszkban tanult, majd a leningrádi színházművészeti technikumban (később főiskola) végzett színi tanulmányokat, itt szerezte meg diplomáját 1929-ben. Közben a FEKSZ (Ekszcentrikus Színészek Műhelye) filmes stúdiójában is képezte magát.
1926-ban állt először felvevőgép elé. A FEKSZ művészeti vezetői, Grigorij Kozincev és Leonyid Trauberg rendezők bíztak rá kisebb szerepeket, így az Új Babilonban is, (ennek főszerepében debütált a szintén a FEKSZ-nél tanult Jelena Kuzmina.
Az 1930-as évek második felében forgatott filmekkel lett igazán ismertté. Szergej Geraszimov Heten a hó ellen (1936) című filmjének egyik központi figuráját játszotta: a kietlen északi szigeten kutató expedíció történetének rádiósaként partnereivel, Tamara Makarovával és Pjotr Alejnyikovval együtt kiugró sikert aratott. Meggyőző volt a Viharos alkonyat (1936) Vorobjov docensének szerepében. A lényegében Kirovról szóló A nagy hazafiban (1937–1939) intrikus szerepet játszott, de még ebben az „aljas film”-ben sem karikatúraként, hanem hitelesen formálta meg a fondorlatos „trockista” alakját.
A háború idején Alma-Atában forgatott Reszket a föld főhőse 1941-ben szabadul a börtönből és hazaindul, de már tart a háború. Ismerősei, még szülei is tartózkodóan fogadják. Zsakov megrázóan alakítja a talajt vesztett ember lelki drámáját. A T–9. tengeralattjáró parancsnoka (1943), egy jóval későbbi háborús filmben (A koordináták ismeretlenek, 1957) egy tartályhajó kapitánya, az Út a kikötőbe című film központi figurájaként ismét hajóskapitányt alakított, (utóbbiban társa Borisz Andrejev) volt.
Hat évtized alatt mintegy száz filmben játszott és a legkülönfélébb szerepkörökben tűnt fel. Alakításaiban többnyire férfiasan intellektuális művésznek mutatkozott. Mértéktartó, visszafogott játékstílus jellemezte, akár hősi, akár negatív figurákat keltett életre. „Nyugaton előszeretettel nevezték az orosz Leslie Howardnak.”

## Filmjei
- 1926 – A köpeny (Шинель) – (Gogol elbeszélése alapján. R. Grigorij Kozincev, Leonyid Trauberg)
- 1927 – Nagy Tettek Egylete (С. В. Д. ) – (R. Grigorij Kozincev, Leonyid Trauberg)
- 1929 – Az Új Babilon (Новый Вавилон) – (R. Grigorij Kozincev, Leonyid Trauberg)
- 1929 – Jeges sors (Ледяная судьба)– (A film nem maradt fenn. R. Vlagyimir Petrov)
- 1930 – Arccal a szélnek (Ветер в лицо) – (A film nem maradt fenn. R. Joszif Hejfic, Alekszandr Zarhi)
- 1931 – Délben (Полдень) – (A film nem maradt fenn. R. Joszif Hejfic, Alekszandr Zarhi)
- 1932 – A hős bűne (Ошибка героя) – (A film nem maradt fenn. R. Eduard Ioganszon)
- 1933 – Az én hazám (Моя Родина) – (R. Joszif Hejfic, Alekszandr Zarhi)
- 1933 – Az első szakasz (Первый взвод)
- 1933 – Egyedi eset (Частный случай) – (A film nem maradt fenn)
- 1934 – Szeretlek-e? / Házassági komédia (Люблю ли тебя? / Комедия брака) – (A film nem maradt fenn. R. Szergej Geraszimov)
- 1934 – Aranytüzek (Золотые огни)– (A film nem maradt fenn)
- 1936 – Viharos alkonyat (Депутат Балтики) – (R. Joszif Hejfic, Alekszandr Zarhi)
- 1936 – Kronstadti tengerészek (Мы из Кронштадта) – (R. Jefim Dzigan)
- 1936 – Heten a hó ellen (Семеро смелых) – (R. Szergej Geraszimov)
- 1937 – A szovjet hazáért (За Советскую Родину)
- 1938 – A mocsár katonái (Болотные солдаты) – (Jurij Olesa kisregénye alapján. R. Alekszandr Macseret)
- 1938 – Mamlock professzor (Профессор Мамлок)
- 1937–1939 – A nagy hazafi, 1–2. rész (Великий гражданин) – (R. Fridrih Ermler)
- 1939 – Bátorság (Мужество) – (R. Mihail Kalatozov)
- 1939 – A barátok újra találkoznak (Друзья встречаются вновь)
- 1941 – Frontbarátnők (Фронтовые подруги) – (R. Viktor Ejzsmont)
- 1942 – A gyilkosok kimennek az útra (Убийцы выходят на дорогу) – (Bertolt Brecht Rettegés és ínség a Harmadik Birodalomban című színdarabjának motívumaiból. R. Vszevolod Pudovkin, Jurij Tarics)
- 1942 – Háborús filmalbum (12.) A harcos fia (Боевой киносборник №12. Новелла «Сын бойца») – (Rövid játékfilm)
- 1943 – Március, április (Март-Апрель)
- 1943 – Egy család (Одна семья) – (R. Grigorij Alekszandrov)
- 1943 – A T–9. tengeralattjáró (Подводная лодка «Т-9») – (Bakui filmstúdió. R. Alekszandr Ivanov)
- 1944 – Reszket a föld – Invázió (Нашествие) – (Leonyid Leonov színműve alapján. R. Abram Room)
- 1945 – Abaj dala (Песня Абая) – (Alma-Atai filmstúdió. R. Jefim Aron, Grigorij Rosal)
- 1946 – Az élet nevében (Во имя жизни) – (R. Joszif Hejfic, Alekszandr Zarhi)
- 1946 – Farkasvér (Белый Клык) – (Jack London regényéből)
- 1947 – Támadás 6,25-kor / Alekszandr Matroszov közlegény (Рядовой Александр Матросов) – (R. Leonyid Lukov)
- 1948 – Boldog aratás (Драгоценные зёрна) – (R. Joszif Hejfic, Alekszandr Zarhi)
- 1949 – Csillag (Звезда) – (Háborús film. R. Alekszandr Ivanov)
- 1950 – Donyeci bányászok (Донецкие шахтёры) – (R. Leonyid Lukov)
- 1950 – Kárhozottak összeesküvése (Заговор обречённых) – (R. Mihail Kalatozov)
- 1953 – Szkander bég (Великий воин Албании Скандербег) – (R. Szergej Jutkevics)
- 1953 – Ellenséges viharok – Dzerzsinszkij (Вихри враждебные) – (R. Mihail Kalatozov)
- 1954 – A partizán gyermekei (Дети партизана) – (Belaruszfilm)
- 1954 – Elbeszélés az erdei óriásról (Повесть о лесном великане)
- 1955 – A halhatatlanság máglyája (Костер бессмертия)
- 1955 – Nyomok a hóban (Следы на снегу)
- 1956 – Az igazság útja (Дорога правды)
- 1956 – Az én lányom (Моя дочь)
- 1957 – A koordináták ismeretlenek (Координаты неизвестны) – (Odesszai filmstúdió, háborús film)
- 1957 – Viharban születtek (Рожденные бурей)
- 1958 – Lány a viharban / A kijevi lány (Киевлянка)
- 1958 – Kocsubej (Кочубей) – (R Jurij Ozerov)
- 1958 – Egyszerű dolog (Простая вещь)
- 1959 – Anyuta (Анюта) – (Rövid játékfilm)
- 1959 – A hajnal elébe (Заре навстречу) – (R. Tatyjana Lukasevics)
- 1959 – Taurija (Таврия)
- 1960 – Az első viszontlátás (Первое свидание)
- 1960 – A „Kobra” akció(Операция «Кобра»)
- 1960 – Fény az ablakban (Свет в окне)
- 1961 – A legelsők (Самые первые)
- 1962 – Bírósági ügy (Суд) – (R. Vlagyimir Szkujbin)
- 1962 – Út a kikötőbe (Путь к причалу) – (R. Georgij Danyelija)
- 1963 – Vak madár (Слепая птица)
- 1963 – A Jelena-öböl (Бухта Елены)
- 1963 – Akik meghódítják az eget (Им покоряется небо) – (R. Tatyjana Lioznova)
- 1964 – A játszma véget ér (Государственный преступник) – (R. Nyikolaj Rozancev)
- 1964 – Krinyici (Криницы) – (Belaruszfilm)
- 1965 – Kora reggel (Рано утром) – (R. Tatyjana Lioznova)
- 1966 – Meglepő történet, olyan mint a mese (Удивительная история, похожая на сказку)
- 1967 – A hullámfutó (Бегущая по волнам) – (Szovjet-bolgár film)
- 1967 – Braszlet-2 (Браслет-2)
- 1967 – A hét Cervi fivér (Sette fratelli Cervi / Семь братьев Черви) – (Olasz film)
- 1968 – A rezidens jelentkezik, 1–2. rész (Ошибка резидента) – (R. Venyiamin Dorman)
- 1969 – A tónál (У озера) – (R. Szergej Geraszimov)
- 1969 – A hegyek királya (Король гор и другие)
- 1970 – Kabuli küldetés (Миссия в Кабуле)
- 1971 – A hetedik ég (Седьмое небо)
- 1972 – Az éjszakai motoros (Ночной мотоциклист)
- 1972 – Föld, poste restante (Земля, до востребования) – (Háborús film. R. Venyiamin Dorman)
- 1973 – Keresek egy embert (Ищу человека)
- 1973 – Itt a mi házunk (Здесь наш дом)
- 1974 – Front szárnyak nélkül (Фронт без флангов)
- 1974 – Fogadónap személyi kérdésekben (День приёма по личным вопросам)
- 1975 – Amikor reng a föld (Когда дрожит земля)
- 1975 – Hibázni nem lehet (Без права на ошибку) – (R. Alekszandr Fajncimmer)
- 1975 – Az acélgyűrűcske (Стальное колечко)
- 1976 – Travka kalandjai (Приключения Травки) – (Gyerekfilm)
- 1976 – Holnapi menetrend (Расписание на завтра)
- 1977 – Fegyvere van és nagyon veszélyes (Вооружён и очень опасен)
- 1978 – Front a frontvonal mögött (Фронт за линией фронта)
- 1979 – Lóverseny (Ипподром) – (Odesszai filmstúdió)
- 1979 – Az én tábornokom (Мой генерал) – (Dovzsenko Filmstúdió)
- 1980 – Olyanok, mint mi (Такие же, как мы! )
- 1980 – Szergej Ivanovics nyugdíjba megy (Сергей Иванович уходит на пенсию)
- 1981 – Száz boldogság, vagy a nagy felfedezések könyve (Сто радостей, или книга великих открытий) – (Odesszai filmstúdió)
- 1982 – A lány és Grand (Девушка и Гранд)
- 1983 – Kabul forró nyara (Жаркое лето в Кабуле) – (Szovjet-afgán film)